# 中村計
中村計（なかむら けい、1973年 - ）は、日本のノンフィクション作家。

## 人物・来歴
千葉県船橋市生まれ。千葉県立薬園台高等学校では野球部に所属し、4番・捕手としてプレー。同志社大学法学部政治学科卒。スポーツ紙を7か月で退職し、独立。2007年より「雪合戦マガジン」編集長。2007年『甲子園が割れた日 松井秀喜5連続敬遠の真実』でミズノスポーツライター賞最優秀賞受賞。2017年『勝ち過ぎた監督　駒大苫小牧幻の三連覇』で講談社ノンフィクション賞受賞。高校野球をはじめとしたスポーツについての著書が多く、お笑いに関する著書もある。

## 著書
- 『甲子園が割れた日 松井秀喜5連続敬遠の真実』新潮社, 2007.7 のち文庫、集英社文庫
- 『佐賀北の夏』ヴィレッジブックス, 2008.7  「佐賀北の夏 甲子園史上最大の逆転劇」新潮文庫 集英社文庫
- 『きみは怪物を見たか 松井、松坂、斎藤、雄星甲子園のヒーローたちの感動物語』(世の中への扉) 講談社, 2010.7
- 『甲子園がくれた命』 (世の中への扉) 講談社, 2011.3
- 『歓声から遠く離れて 悲運のアスリートたち』新潮文庫 2013.6
- 『打てるもんなら打ってみろ!』 (世の中への扉) 講談社, 2014.4
- 『無名最強甲子園 興南春夏連覇の秘密』新潮文庫 2016.3
- 『勝ち過ぎた監督 駒大苫小牧幻の三連覇』集英社, 2016.8　のち文庫
- 『王先輩から清宮幸太郎まで早実野球部物語』 (世の中への扉) 講談社, 2018.3
- 『高校野球名将の言葉』講談社, 2018.7
- 『金足農業、燃ゆ』文藝春秋, 2020.2
- 『クワバカ クワガタを愛し過ぎちゃった男たち』光文社新書 2020.8
- 『笑い神 M-1、その純情と狂気』 文藝春秋 2022.11 ISBN 978-4163916323
- 『落語の人、春風亭一之輔』 集英社新書 2024.8 ISBN 978-4087213287

### 共編著
- 『一生分の夏 いつも胸に甲子園があった。』石田雄太,山岡淳一郎,津川晋一,渡辺勘郎,保坂淑子,鈴木洋史, 矢崎良一共著. 竹書房, 2005.7 「運命の夏 決勝マウンドの明暗」竹書房文庫
- 『早実vs.駒大苫小牧』木村修一共著 (朝日新書) 2006.11 のち文庫
- 『甲子園戦法セオリーのウソとホント 徹底データ分析』川村卓共著. 朝日新聞社, 2007.8
- 『続 ドキュメント横浜vs.PL学園』神田憲行,佐々木亨,守田直樹共著. 朝日新聞出版, 2008.10 「横浜vs.PL学園 松坂大輔と戦った男たちは今」朝日文庫
- 『甲子園の鼓動 球児たちの涙に染みた土』鈴木洋史,田沢健一郎, 菅原悦子, 市瀬英俊,服部健太郎, 山岡淳一郎共著. 竹書房, 2008.8
- 『ラストイニング勝利の21か条 彩珠学院甲子園までの軌跡』ツクイヨシヒサ編・著, 石黒謙吾,樫本ゆき, 村瀬秀信, 田口元義, 菊地高弘共著. 小学館, 2011.8
- 『言い訳 関東芸人はなぜM-1で勝てないのか』塙宣之著, 聞き手. 集英社新書 2019.8
- 『偽りなきコントの世界』 岩崎う大、中村 計 KADOKAWA 2023.8 ISBN 978-4041132005
- 『高校野球と人権』 中村計、松坂典洋 KADOKAWA 2024.8 ISBN 978-4041149935